# Polarforschung-Gletscher
Der Polarforschung-Gletscher (englisch Polarforschung Glacier) ist ein spaltenreicher Gletscher an der Ingrid-Christensen-Küste des ostantarktischen Prinzessin-Elisabeth-Lands. Er fließt in nordnordwestlicher Richtung entlang in der Westflanke der Meknattane und mündet unmittelbar westlich des Polar-Record-Gletschers in das Publications-Schelfeis der Prydz Bay. Der Vestknatten ragt in seinem Mündungsgebiet auf.
Der US-amerikanische Kartograph John H. Roscoe (1915–2007) kartierte ihn 1952 anhand von Luftaufnahmen der US-amerikanischen Operation Highjump (1946–1947). Er benannte ihn nach der heute in Bremerhaven (damals in Kiel) erscheinende Fachzeitschrift Polarforschung. Auch die benachbarten Gletscher wurden nach Zeitschriften benannt, in denen vorwiegend Artikel zur polaren Themen publiziert werden.